# Imodium
Gli Imodium sono un gruppo Grunge/Hardcore-noise formatosi nel 1999 a Milano. Il gruppo durante la sua esperienza si è esibito numerose volte anche all'estero.

## Storia del gruppo
Partendo da una base underground indipendente tipica degli anni novanta, gli Imodium hanno arricchito la loro musica rendendola originale e piena d'influenze. Il gruppo è composto da Simone Capodicasa (chitarra/voce), Sandro Strianese (voce/chitarra), Giuseppe Pugliano (basso) e Mirko Rubens Bertolini (batteria). Dopo un demotape uscito nel 1999 gli Imodium hanno pubblicato 4 dischi, di cui il primo omonimo nel 2001, Nowhere Ep nel 2003, ...and so: dodgem songs! nel 2005 e Drive nel 2007, il disco più veloce e con più influenze hardcore e noise. Fin dagli inizi gli Imodium hanno viaggiato molto per concerti in Italia, e dal 2005 hanno spostato il loro raggio d'azione anche all'estero, arrivando a suonare in 25 stati europei nel giro di tre anni per un totale di 7 tour. Il loro ultimo lavoro è stato pubblicato grazie alla collaborazione di 12 etichette proveniente da Italia, Stati Uniti d'America, Russia, Australia, Lituania, Romania, Bulgaria e Turchia.
Gli Imodium hanno suonato ovunque in Italia (tre tour nelle regioni del sud e uno in Sardegna) ed anche in Svizzera, Francia, Spagna, Portogallo, Paesi Bassi, Belgio, Inghilterra, Germania, Austria, Polonia, Lituania, Lettonia, Estonia, Russia, Bielorussia, Repubblica Ceca, Slovacchia, Ungheria, Romania, Bulgaria, Turchia, Grecia, Macedonia, Serbia, Bosnia, Croazia e Slovenia.

## Formazione

### Formazione attuale
- Sandro Strianese - chitarra, voce
- Simone Capodicasa - chitarra, voce basso (1999 e 2005)
- Giuseppe Pugliano - basso
- Mirko Rubens Bertolini - batteria (2002-presente)

### Ex componenti
- Dave Tambaro - batteria (1999-2002)

## Discografia

### Album in studio
- 2001 - Imodium (Decibel Records)
- 2005 - ...and so: dodgem songs! (Vacation House Records)
- 2007 - Drive (DIY Conspiracy)

### EP
- 2003 - Nowhere Ep (Sub Rock Records)

### Demo
- 1999 - Demo-tape (autoprodotto)
- 2000 - Imodium Live (live, Sub Rock Records)

### Singoli
- 2000 - Plastic brain (CD, Sub Rock Records)

### Split
- 2004 - Six ways split (Boomerang Records)
- 2006 - Imodium vs all My bliss (from poland) (Sub Rock Records)